# 曼托瓦诺镇
曼托瓦诺镇（義大利語：Borgo Mantovano）是意大利伦巴第大区曼托瓦省的市镇。面积为41.17平方公里，2016年时的人口数量为5,619人。
该市镇是在2018年1月1日由皮耶韦-迪科里亚诺、雷韦雷及维拉波马三个市镇合并而成。